# ČSD E 465.001 und E 465.002
Die E 465.001 und E 465.002 waren elektrische Lokomotiven der Tschechoslowakischen Staatsbahnen (ČSD). Sie kamen auf dem früheren 1,5 kV-Gleichstromsystem im Eisenbahnknoten Prag zum Einsatz.

## Geschichte
Anfang der 1920er Jahre planten die ČSD eine umfassende Elektrifizierung ihrer Eisenbahnstrecken mit 1,5 kV Gleichspannung. Die ČSD bestellten 1925 insgesamt 16 elektrische Lokomotiven für die ersten geplanten Strecken im Prager Knoten. Darunter waren auch zwei Lokomotiven für den Personenzugdienst, welche von den Prager Firmen Akciová společnost, dříve Breitfeld, Daněk a spol. und František Křižík gebaut werden sollten.

## Technische Merkmale
Die Lokomotiven waren als Einrahmenlokomotiven mit dem seinerzeit modernen Buchli-Einzelachsantrieb ausgeführt. Die vier Fahrmotoren konnten so im gefederten Lokrahmen gelagert werden. Die Kraftübertragung auf die Achsen erfolgte über die für den Buchli-Antrieb typischen einseitig angebauten Getriebe. Um einen guten Bogenlauf zu ermöglichen, waren die äußeren Treibradsätze zusammen mit der Laufachse in einem Krauss-Helmholtz-Gestell geführt.